# Luiz Antônio
Luiz Antônio de Souza Soares (Rio de Janeiro, 11 maart 1991) is een Braziliaans voetballer die bij voorkeur als defensieve middenvelder speelt. Hij speelt sinds 2011 bij CR Flamengo, waar hij doorstroomde vanuit de eigen jeugdopleiding.

## Clubcarrière
Luiz Antônio debuteerde voor CR Flamengo in de Braziliaanse Série A tijdens het voetbalseizoen 2011. In zijn debuutjaar kwam hij tot negen optredens in competitieverband. Het seizoen erop speelde hij 26 competitiewedstrijden. Gedurende het voetbalseizoen 2013 speelde hij 32 competitiewedstrijden.

## Statistieken
| Seizoen | Club        | Competitie | Wedstrijden | Doelpunten |
| ------- | ----------- | ---------- | ----------- | ---------- |
| 2011    | CR Flamengo | Série A    | 9           | 0          |
| 2012    | CR Flamengo | Série A    | 26          | 0          |
| 2013    | CR Flamengo | Série A    | 32          | 1          |
| 2014    | CR Flamengo | Série A    | 27          | 1          |
| 2015    | CR Flamengo | Série A    | 11          | 1          |